# Hangvar
Hangvar is een plaats in de gemeente, landschap en eiland Gotland en de provincie Gotlands län in Zweden. De plaats heeft 67 inwoners (2005) en een oppervlakte van 41 hectare.